# Top Model po-russki
Top Model po-russki (in russo Топ-модель по-русски) è un programma e secondo adattamento russo del format statunitense America's Next Top Model, dopo You Are a Supermodel che è andato in onda dal 2004 al 2007 per quattro stagioni; le prime tre edizioni sono state condotte da Kseniya Sobchak, la quarta dalla famosissima modella russa Irina Shayk, mentre la quinta ha visto al timone la modella siberiana Natasha Stefanenko (Наталья Стефаненко) , già conduttrice delle quattro edizioni di "Italia's Next Top Model"; questa edizione, oltre a concorrenti residenti nel territorio russo, ha ospitato anche partecipanti russe provenienti però da altri Paesi come Stati Uniti, Canada, Regno Unito, Spagna, Estonia, Bielorussia, Israele ed Angola. Due delle concorrenti estere avevano già partecipato alle edizioni del programma del loro Paese: Kristīne "Kristina" Smirnova alla seconda edizione di "Eesti Tipp Modell" (Estonia, seconda classificata) e Justė Juozapaitytė alla settima edizione di "Britain & Ireland's Next Top Model" (Regno Unito, seconda classificata).

Katya Grigorieva, seconda classificata della quarta edizione, è dal 2015 una degli "angeli" del celebre marchio americano di lingerie "Victoria's Secret" con lo pseudonimo di Kate Grigorieva.

Il 31 ottobre 2015, l'ex concorrente della prima edizione Elena Domashnyaya, ha tragicamente perso la vita, a soli 24 anni, nel disastro aereo del Volo Metrojet 9268.

## Edizioni
| Edizione | Première          | Vincitrice                  | Seconda classificata                    | Altre concorrenti | Numero di concorrenti | Destinazione internazionale |
| -------- | ----------------- | --------------------------- | --------------------------------------- | --- | --------------------- | --------------------------- |
| 1        | 3 aprile 2011     | Mariya Lesovaya             | Irina Adadurova                         | Ekaterina "Katya" Nikulina, Elena Domashnyaya, Alyona Prokopova (ritirata), Karmela Amanda Amadio, Kseniya Dmitrieva, Valeriya Chertok, Kseniya Viktorova, Arina Pertschik, Anastasiya Zharinova, Elizaveta "Liza" Ramuravelu, Kseniya Timofeeva, Evgeniya Timakova, Olga Timofeeva, Mariya "Masha" Minogarova, Evgeniya Frank | 17                    | New York City               |
| 2        | 25 settembre 2011 | Ekaterina "Katya" Bagrova   | Yuliya Vlasenko                         | Arnela Butueva, Elizaveta "Liza" Oleshko, Anzhelika Yakuseva, Svetlana "Sveta" Babiy, Anastasiya "Nastya" Belkina, Margarita "Margo" Lukina, Veronika "Vera" Butakova (ritirata), Anzhelika Tikhonenko, Dobromira Nepomnyastschaya, Ekaterina "Katya" Streltsova, Alina Fedulova, Olga Ponomar                                 | 14                    | Londra                      |
| 3        | 25 marzo 2012     | Tatiana "Tanya" Kozuto      | Anna "Anya" Afanasyeva                  | Vera Sapozhnikova, Evgeniya "Zhenya" Vasilyeva, Irina "Ira" Koroleva, Yana Kondratyeva & Valeriya "Lera" Ivanova, Anastasiya "Nastya" Savenkova, Natalia "Natasha" Pampukha, Dinara Elgaytarova, Evgeniya "Zhenya" Shagdarova, Lidiya "Lida" Mariecheva, Daria "Dasha" Kornienko, Liliya Kotsur                                | 14                    | Miami                       |
| 4        | 16 settembre 2012 | Yulya Farkhutdinova         | Ekaterina "Katya" Sergeyevna Grigorieva | Natalia "Natasha" Petrova & Anzhela Igoshina, Anna "Anya" Galyatskaya, Valeriya "Lera" Sokolova, Uliana Makarova, Alisa Elizarova, Daria "Dasha" Minisheva, Veronika Istomina, Anna "Anya" Sokolova, Anna "Anya" Korotkikh, Anastasiia "Nastya" Krapivina, Alyona Moskalik, Valentina "Valya" Sergeyevna Grigorieva            | 15                    | Parigi                      |
| 5        | 26 ottobre 2014   | Evgeniya "Zhenya" Nekrasova | Justė Juozapaitytė                      | Anastasiya "Nastya" Senchukova, Aleksandra "Sasha" Plaksina, Elena Saratseva, Alina Khoven (ritirata), Kristīne Smirnova, Sofiya Shum, Oksana Kavali, Alisa Shirokova, Olga "Olya" Afonina, Daria "Dasha" Lee, Mariya "Masha" Shapovalova, Tatiana "Tanya" Rumyantseva                                                         | 14                    | San Pietroburgo             |